# アズール (人工衛星)
アズール（Azur）は西ドイツ初の人工衛星。ヴァンアレン帯、太陽粒子、オーロラ研究科学衛星。
1965年7月17日、NASAとBMwF（Bundesministerium fur Wissenschaftliche Forschung）との間で地球放射を調べるために西ドイツの人工衛星を軌道に投入する共同プロジェクトを開始する基本合意書が結ばれた。NASAはスカウトロケットを提供し、打ち上げ、トラッキング、データ取得と共に、GMwF職員の養成も行うことになった。
1966年6月、NASAはGRS-A（German Research Satellite-A）の設計を行い、1968年にBMwFは人工衛星の名前としてアズール（Azur）を採用した。
1969年11月8日にスカウトによってヴァンデンバーグ空軍基地から打ち上げられた。
軌道投入から約24時間後、コマンドシステムが不安定になり、通信が途切れ途切れになりながらも任務を続けた。1969年12月8日、テープレコーダが故障した。しかし故障する前に西ドイツ側は予定していたデータの85-90%はすでに収得済みと推定した。衛星のテレメトリーシステムが故障する1970年7月初めまで、全ての実験は通常通り行われた。